# Borislav Paravac

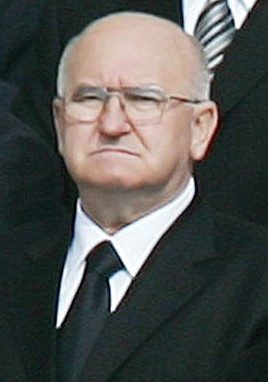
Borislav Paravac

Borislav Paravac (kyrillisch Борислав Паравац) (* 18. Februar 1943 in Kostajnica, Königreich Jugoslawien) ist ein serbischer Politiker aus Bosnien und Herzegowina. Er ist verheiratet mit seiner Frau Dragica. Sie haben zusammen eine Tochter und einen Sohn.
Sein Studium hat Paravac 1966 in Zagreb beendet. Danach war er in zahlreichen jugoslawischen Unternehmen Direktor bzw. Geschäftsführer und Revisor in Bosnien und Herzegowina.
Er gehört der Serbischen Demokratischen Partei an. Von 1992 bis 2000 war er Parlamentsabgeordneter in der Republika Srpska und Präsident der Gemeinde bzw. Stadt Doboj.
Paravac war 2002 Vize-Präsident und vom 10. April 2003 bis 27. Juni 2003 turnusmäßig Präsident von Bosnien und Herzegowina. Zudem war er von April 2002 bis Juni 2003 und von Oktober 2004 bis Juni 2005 Vorsitzender des Staatspräsidiums von Bosnien und Herzegowina. Er wurde bei den Neuwahlen im Oktober 2006 von Nebojša Radmanović in seiner Funktion abgelöst. Paravac ist seit Oktober 2006 im Ruhestand und Mitglied der „Vereinigung Buchhalter und Revisoren der Republika Srpska“.